# Barenburg (Osterwald)

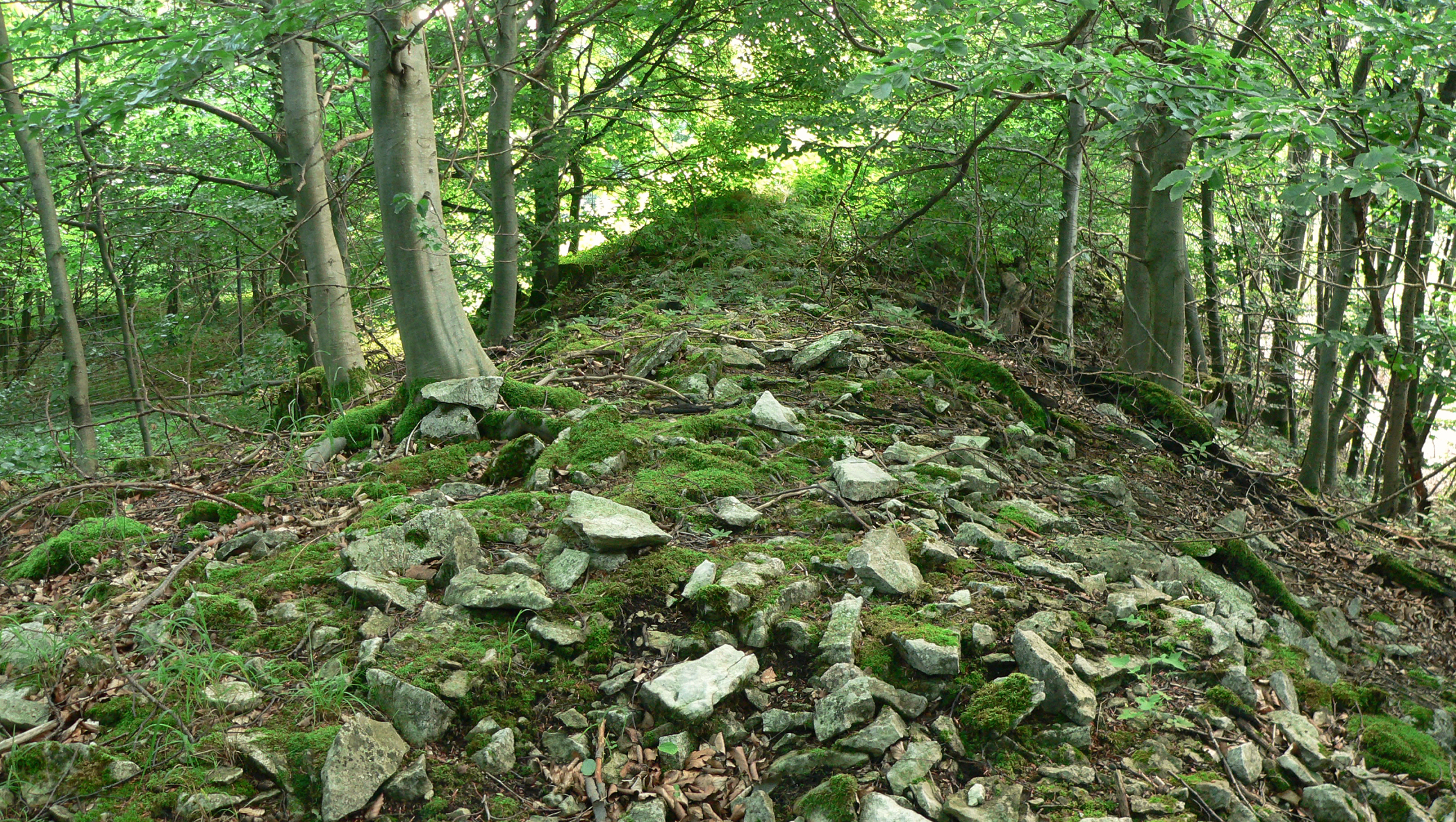
Wall der Barenburg mit Steinmaterial, links der Innenraum

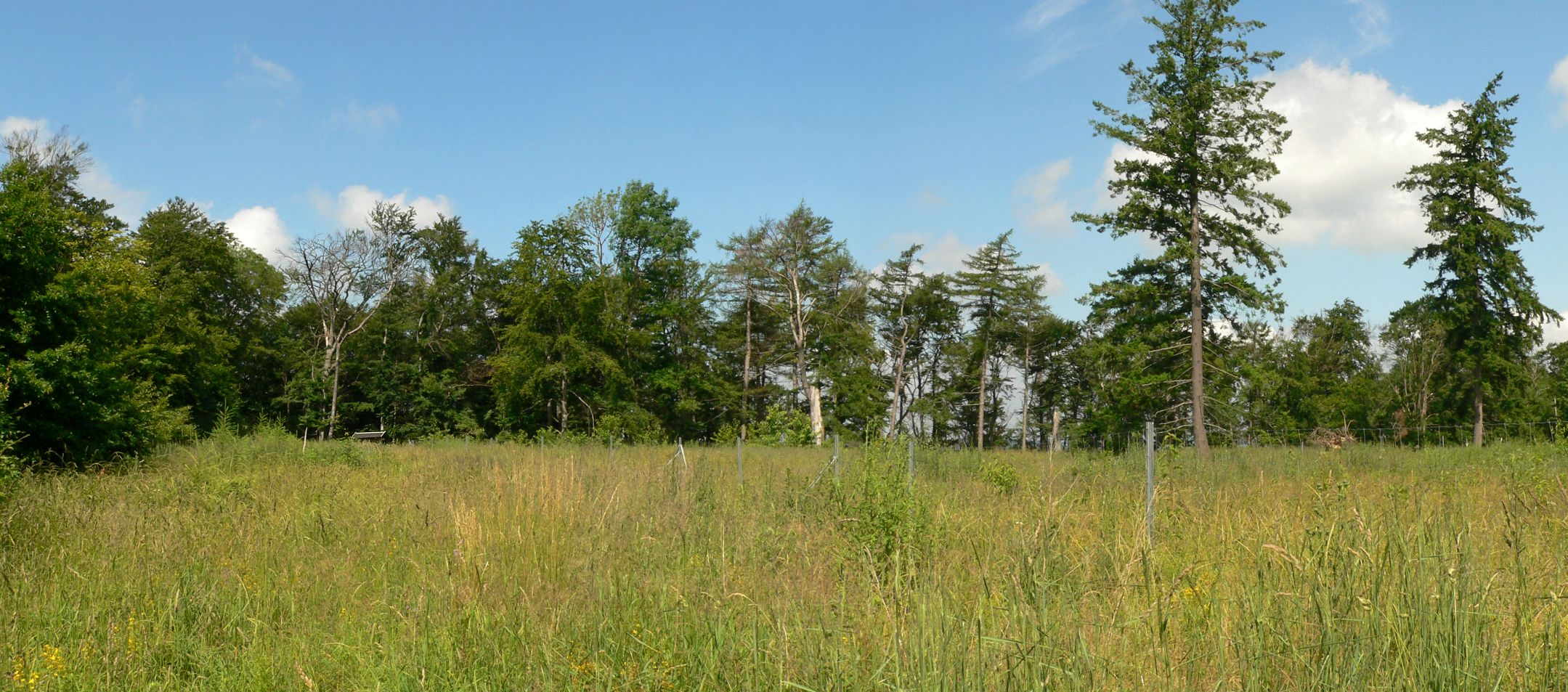
Großflächiger Innenbereich der Wallburg, links die Informationstafel

Die Barenburg ist eine Wallburganlage bei Eldagsen in Niedersachsen. Sie liegt auf einem steil abfallenden Bergsporn des Osterwaldes etwa 350 m über N.N. Die Entstehungszeit wird in der vorrömischen Eisenzeit vermutet. Eine archäologische Ausgrabung fand bisher nicht statt. Die Funktion der Anlage als Fliehburg für die Bevölkerung dürfte bis ins Mittelalter angehalten haben, da sie zum Besitz des nahegelegenen Klosters Wülfinghausen gehörte.

## Lage
Die frühere Befestigungsanlage liegt auf einem bewaldeten Bergsporn etwa 3 km südlich von Eldagsen und 1 km westlich des Klosters Wülfinghausen. Die steile Erhebung am östlichen Rand des Osterwaldes ragt weit in das Flachland hinein und erlaubt eine weite Sicht in das Calenberger Land.

## Beschreibung
Die Wallburg hat eine Innenfläche von 5,5 ha und zählt damit zu den größeren Anlagen ihrer Art. Die Erbauer nutzten geschickt die vorhandenen Geländebedingungen zum Bau der Verteidigungsanlage. Dabei boten schroffe Felswände, die an der Nordwest-Seite zum Flachland abfallen, natürlichen Schutz. Nach Osten hin schützen steil abfallende Hänge. Im Süden wurde ein 280 m langer und mächtiger Wall aus Steinen angelegt. In Verbindung mit den Resten eines vorgelagerten Grabens weist er noch heute eine Höhe von mehreren Metern auf. Streckenweise verfügt der Wall über einen Vorwall. An der Südseite wird ein früheres Zugangstor in einer Lücke des Walls vermutet. Es lässt sich nicht mehr rekonstruieren, weil Störungen des Erdbodens durch Forstarbeiten stattfanden. Im südlichen Vorfeld der Anlage finden sich in etwa 300 m Entfernung kleinere Wallstücke, die vermutlich als Annäherungshindernis gegen Feinde dienten.

## Entstehung und Nutzungsdeutung

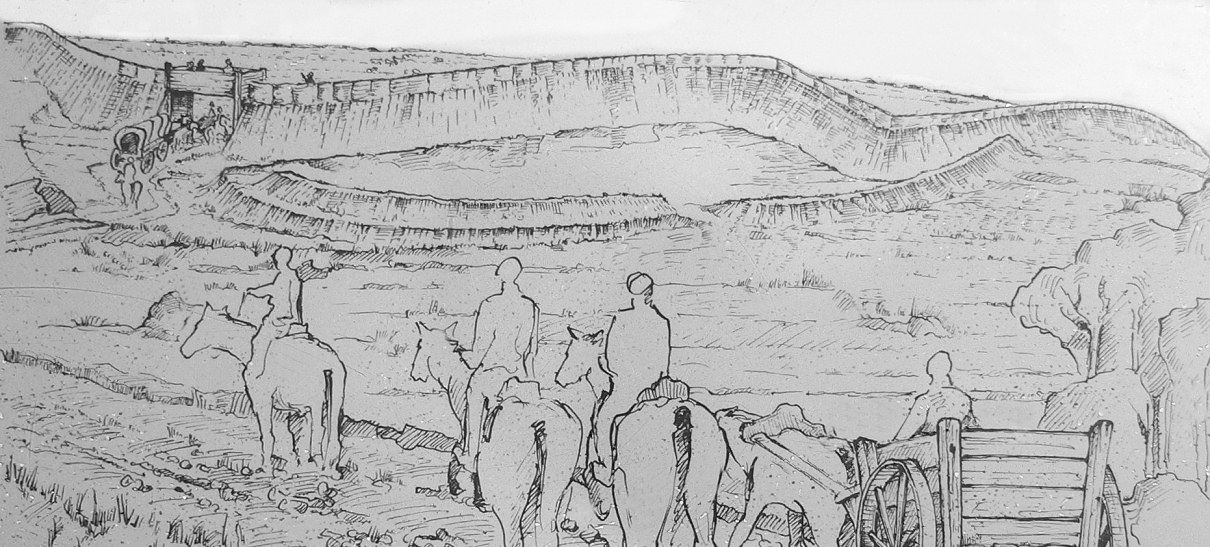
Rekonstruktion der Barenburg auf der Informationstafel vor Ort

Da bisher keine archäologische Ausgrabung stattfand, kann der Entstehungszeitpunkt nur anhand der Lage und der Form geschätzt werden. Danach wird die Anlage in die vorrömische Eisenzeit eingeordnet, was aber nur eine grobe Schätzung darstellt. Ebenso ist eine Entstehung im Frühmittelalter möglich, wie bei ähnlichen Befestigungsanlagen der näheren Umgebung. Anhand des Aufbaus und der erheblichen Größe von 5,5 ha Innenraum kommt als Funktion der Barenburg nur eine Fliehburg für die Bevölkerung in Zeiten der Gefahr infrage. Diese Funktion könnte bis ins Mittelalter aufrechterhalten worden sein, denn sie gehörte zum Besitz des Klosters Wülfinghausen.

## Spuren eines möglichen Überfalls in der jüngeren Eisenzeit
In den Jahren nach den Raubgrabungen nahm das Niedersächsische Landesamt für Denkmalpflege als vorbeugende Gegenmaßnahme umfangreiche Prospektionen auf dem Gelände der Barenburg vor. Das dabei geborgene Fundmaterial verteilte sich über die gesamte Innenfläche der Barenburg. Es handelte sich um Gegenstände aus allen Lebensbereichen, wie Metallwerkzeuge, Haushaltsgeräte und landwirtschaftliche Geräte. Es fanden sich ebenso Schmuckbestandteile und Waffenreste. Bei der Untersuchung der Fundstücke zeigte sich, dass sie deutliche Spuren von Gewalteinwirkung zeigten. So waren Lanzenspitzen verbogen, wiesen Scharten und Einhiebe auf, Schneiden von Beilen waren abgebrochen, Sicheln wiesen Scharten auf, Fibeln waren verbogen und Gürtelhaken waren aus Gürteln herausgerissen. Die Vielzahl der gefundenen Gegenstände sprach zunächst für eine Besiedlung der Befestigungsanlage, für die sich kein archäologischer Beleg finden ließ.
Der Archäologe Erhard Cosack entwickelte eine Theorie, wonach die Befestigung während der jüngeren Eisenzeit, ebenso wie die Amelungsburg, im Süntel von Kelten überfallen und die Bewohner verschleppt worden seien. Der Fundniederschlag spricht dafür, dass sich die Bevölkerung der Gegend mit ihrer Habe auf die Barenburg zurückgezogen hat. Die beschädigten Waffen deuten auf eine kämpferische Auseinandersetzung innerhalb der Befestigung nach einem Angriff von außen. Für die Flucht der angegriffenen Bevölkerung sprechen Schuhnägelspuren, die die Archäologen über einen 100 Meter tiefen Steilhang verfolgten. Die Spur war begleitet von Habe, die die Menschen während der Flucht verloren oder weggeworfen haben könnten. Der Archäologe Cosack nimmt an, dass die Bevölkerung verschleppt wurde. Einen Hinweis auf Kelten als Angreifer lieferte ein Hortfund im Oppidum von Manching. Er enthielt Teile von Gürteln und Fibeln, die von Form und Eigenheiten her mit Fundstücken der Barenburg und Amelungsburg übereinstimmen, während es in Süddeutschland keine vergleichbaren Funde gibt.

Lageplan von Carl Schuchhardt um 1910
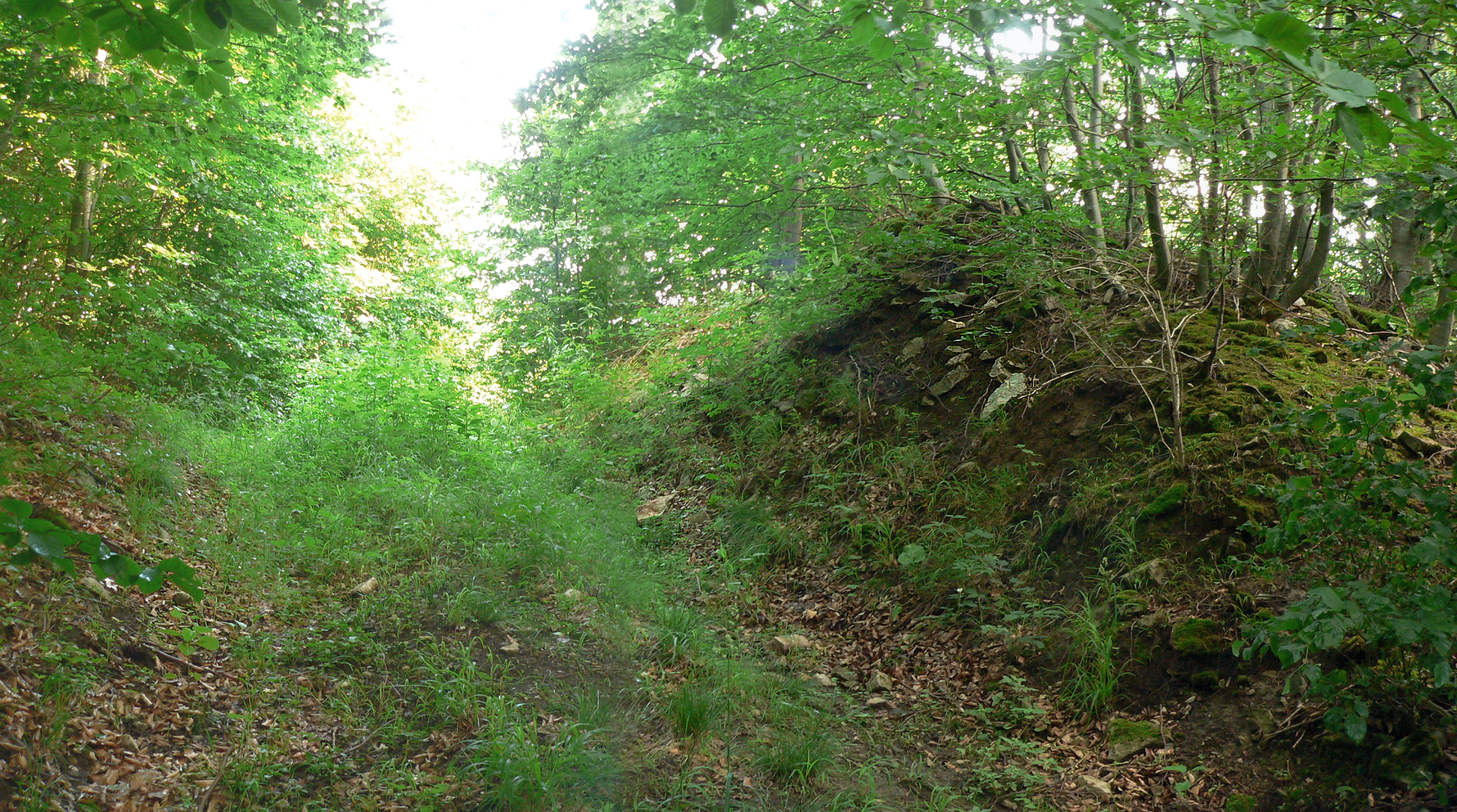
Früherer Zugangsbereich oder jüngerer Durchstich des Walls
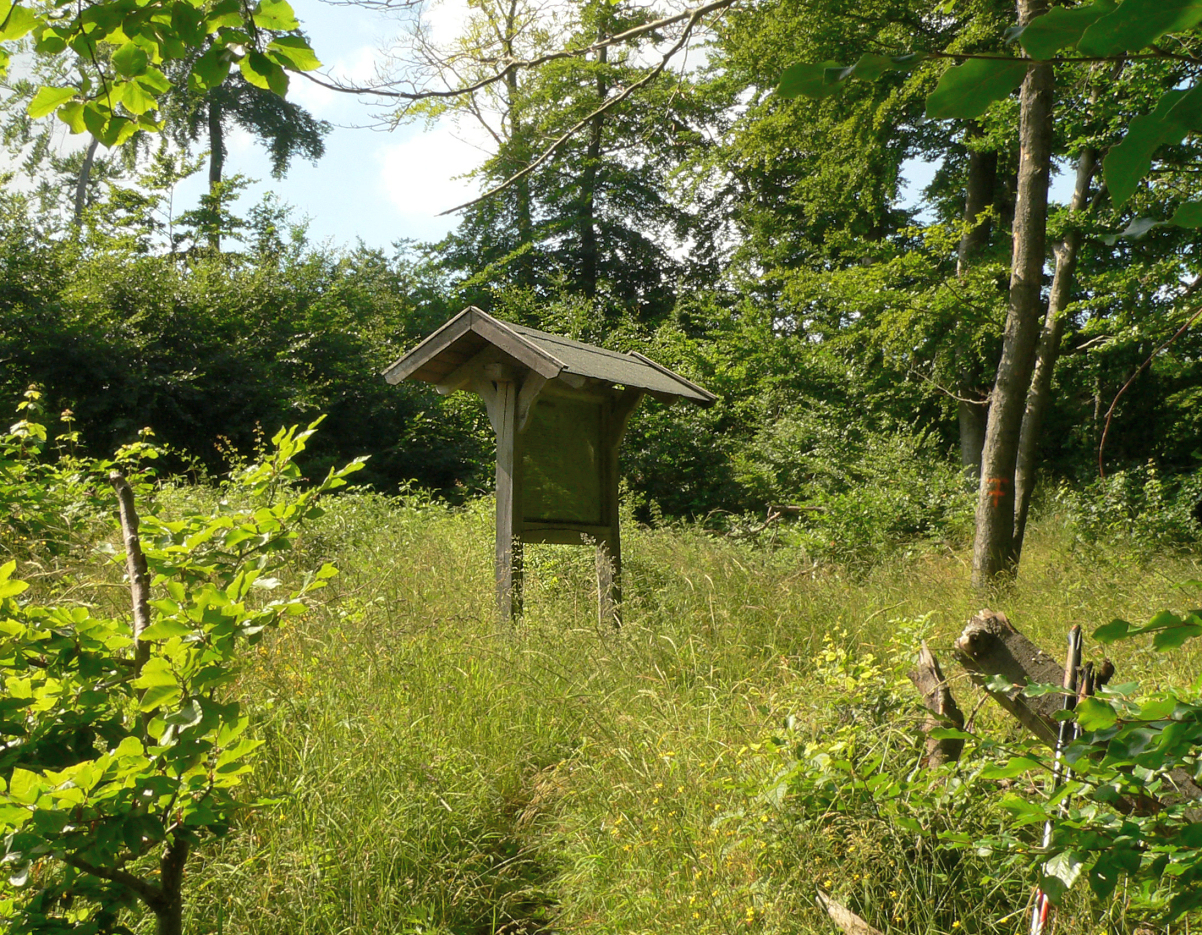
Informationstafel im Innenbereich der Barenburg

## Schlacht am Süntel 782
Archäologische Funde und Befunde auf der Barenburg sowie der Amelungsburg könnten im Zusammenhang mit der 782 stattgefundenen Schlacht am Süntel stehen. Dazu zählen Fundstücke, wie Messer, Pfeile, Lanzenspitzen und Reitersporen. Archäologen deuten dies als Hinweise auf den Aufenthalt von sächsischen Truppen, die sich in beiden Fliehburgen gesammelt haben. Als weiteren Hinweis auf die Schlacht sehen Archäologen die Begräbnisse von zwei Reiterkriegern, die im Jahr 2001 in Sarstedt entdeckt wurden. Sie waren mit ihrer Ausrüstung in Form von Stoßlanze, Sax und Schild sowie Pferd in Kammergräbern bestattet. Beide Krieger weisen Spuren von tödlichen Verletzungen durch ein Loch im Schädel und das Fehlen eines Unterschenkels auf.

## Raubgrabungen
1988 wurden Raubgrabungen auf dem Areal der Barenburg bekannt, nachdem auf einer Münzbörse in Hannover eisenzeitliche Metallobjekte mit der Fundortangabe „Barenburg, Niedersachsen“ zum Kauf angeboten wurden. Die polizeilichen Ermittlungen führten zu einer Personengruppe aus Berlin, bei der rund 400 latènezeitliche Fundstücke beschlagnahmt wurden. Sie ließen sich anhand der Aufzeichnungen der später vom Amtsgericht Springe verurteilten Raubgräber der Barenburg zuordnen und konnten der Forschung wieder zugeführt werden. Die unsachgemäße Bergung der Funde ohne dokumentierte Lokalisierung führte zu einer erheblichen Quellenminderung am Fundbestand der Barenburg.

## Ähnliche Befestigungsanlagen der näheren Umgebung
- In der Ebene:
  - Isenburg bei Barsinghausen-Landringhausen
  - Düsselburg bei Rehburg
  - Lüningsburg bei Neustadt am Rübenberge

- In der Höhe:
  - Heisterburg bei Lauenau-Feggendorf
  - Wirkesburg bei Lauenau-Feggendorf
  - Heisterschlösschen bei Beckedorf
  - Kukesburg bei Springe-Altenhagen
  - Bennigser Burg bei Bredenbeck-Steinkrug
  - Sachsenwall bei Nordstemmen

Befestigungswerke dieser Art wurden von der archäologischen Forschung ursprünglich als sächsisch oder als Heinrichsburgen angesehen. Die neuere Forschung ordnet die Bauwerke im Raum der Mittelweser und der Leine dagegen einer Zeitspanne vom 8. bis 12. Jahrhundert zu. Wegen fehlender Besiedlung dürften die Anlagen nur sporadisch genutzt worden sein und als Fliehburgen gedient haben. Bei den im Deisterraum gelegenen Anlagen (Wirkesburg, Bennigser Burg, Heisterschlösschen) ist typisch, das sie auf abfallenden Bergrücken und in der Nähe eines Bachlaufs errichtet wurden.